# Éltes Kond
Éltes Kond (Kiskőrös, 1946. november 30. – Veszprém, 2020. október 20.) magyar színész, festő.

## Életpályája
Kiskőrösön született, 1946. november 30-án. A szegedi konzervatóriumban érettségizett 1967-ben. Pályája a Szegedi Nemzeti Színházban indult, énekkari tagként. 1971-től színművész. 1974-től 1996-ig a Veszprémi Petőfi Színház tagja volt. 1997-től szabadfoglalkozású művész. Festőként , tájképeivel több kiállításon szerepelt.

## Színházi szerepeiből
- William Shakespeare: Szentivánéji álom.... Egeus, Hermia atyja
- William Shakespeare: Hamlet... Cornelius
- William Shakespeare: Lear király.... Nemes
- Anton Pavlovics Csehov: Cseresznyéskert.... Állomásfőnök
- Georges Feydeau: Fel is út, le is út.... Emile, a báróné inasa
- Thornton Wilder: A házasságszerző.... Borbély; Bérkocsis
- Drago Jančar: A nagy brilliáns valcer.... Dobberman, dadogós
- Jókai Mór: A kőszívű ember fiai.... Lángi Bertalan, lelkész
- Molnár Ferenc: Liliom.... Orvos
- Pilinszky János: Élőképek.... Öregmadár
- Békeffi István: Régi nyár.... Szepi, harmonikás a Zöldhordóban
- Schwajda György: Nincs többé iskola.... Tudor törpe
- Szép Ernő: Lila ákác.... Leó, zongorista
- Eörsi István: Párbaj egy tisztáson... Öregúr, érdemrendes; Öregúr, feketeruhában
- Csukás István: Ágacska.... Festő
- Csukás István: Utazás a szempillám mögött.... Kálmán bácsi
- Lázár Ervin: A hétfejű tündér... Zordonbordon
- Déry Tibor – Pós Sándor – Presser Gábor – Adamis Anna: Képzelt riport egy amerikai popfesztiválról.... Józsua; Frantisek
- Asztalos István – Kovács Attila: Gizella.... Öreg

## Filmek, tv
- Hosszú utazás (1975)
- Vers mindenkinek

- Janus Pannonius: Búcsú Váradtól (Fordította: Berczeli A. Károly)
- Kányádi Sándor: Fekete-piros

## Önálló estjeiből
- „Nem szándékom, hogy kérjelek a jóra” (Weöres Sándor-est)[2]
- Szomjat fakasztok benned a jóra [3]
- „Őrizz és védj!” (Radnóti Miklós-est)[4]
- „Nevető Dekameron derűs pajzánságok”. Mulatságos történetek 50 percben [5]

## Kiállításaiból
- Veszprém
- Sárvár
- Soltvadkert
- Bükkfürdő
- Balatonfüred